# 6,6''-二甲基-2,2':6,2''-三联吡啶
6,6''-二甲基-2,2':6,2''-三联吡啶是一种有机化合物，化学式为C17H15N3。它可由2-溴-6-甲基吡啶和2,6-二(三甲基锡基)吡啶在四(三苯基膦)钯催化下反应制得。它可以作为螯合配体，和过渡金属盐类，如三氯化钒或三氯化钌形成配合物。